# ガレクチン3
ガレクチン3（英: galectin 3、略称: Gal3）は、ヒトではLGALS3遺伝子にコードされるタンパク質である。ガレクチン3はレクチンファミリーの一員であり、哺乳類で同定されている14種類のガレクチンのうちの1つである。
ガレクチン3は約30 kDaであり、全てのガレクチンと同様に約130アミノ酸からなる炭水化物認識ドメイン（carbohydrate recognition domain、CRD）を持ち、β-ガラクトシドへの特異的結合を可能にしている。
ガレクチン3はβ-ガラクトシド結合タンパク質ファミリーの一員でもあり、このファミリーのタンパク質は細胞間接着、細胞外マトリックスとの相互作用、マクロファージの活性化、血管新生、転移、アポトーシスに重要な役割を果たしている。
ガレクチン3をコードするLGALS3遺伝子は14番染色体のq21–q22に位置し、ガレクチン3は細胞核、細胞質、ミトコンドリア、細胞表面、細胞外空間に発現している。

## 機能
ガレクチン3はβ-ガラクトシドに対する親和性を持ち、細菌や真菌に対する抗微生物活性を示す。
ガレクチン3は、細胞接着、細胞活性化、走化性、細胞成長、細胞分化、細胞周期、アポトーシスなどの生物学的過程に関与していることが示されている。ガレクチン3はこうした幅広い生物学的機能を持ち、がん、炎症、線維症、心疾患、脳卒中に関与していることが示されている。またガレクチン3の発現は、筋線維芽細胞の増殖、線維形成、組織修復、炎症、心室リモデリングなど、心不全と関係したさまざまな過程に関与していることが示唆されている。
ガレクチン3は、多発性嚢胞腎において一次繊毛（primary cilia）と結合し、腎嚢胞の成長を調節している。
膜損傷に対する細胞応答におけるガレクチンの機能的役割の理解は急速に広がっている。ガレクチン3は損傷リソソームへESCRTをリクルートし、リソソームの修復を可能にすることが示されている。

## 臨床的意義

### 線維症
ガレクチン3の発現レベルはさまざまなタイプの線維症と相関していることが知られている。ガレクチン3は肝線維症、腎線維症、特発性肺線維症（IPF）の症例でアップレギュレーションされている。ガレクチン3を欠くマウスで行われたいくつかの研究では、健常マウスがIPFや腎・肝線維症を発症する条件においても、線維化は限定的か、もしくは全く見られなかった。ガレクチンの炭水化物構造への結合を遮断する修飾薬の開発が行われており、ガレクチン3阻害剤TD139やGR-MD-02は線維症の治療薬となる可能性がある。

### 心血管疾患
ガレクチン3レベルの上昇は、急性非代償性心不全や慢性心不全集団の死亡リスクの増加と有意に関係している。正常なヒト、マウス、ラット細胞ではガレクチン3レベルは低いが、心疾患が進行すると心筋でガレクチン3の大幅なアップレギュレーションが生じる。
ガレクチン3は、高リスクの人物を特定するため、またさまざまな薬剤や治療に対する患者の応答を予測するためのバイオマーカーとしての利用の可能性がある。例えば、ガレクチン3レベルは心不全を起こしやすい心臓を早期発見するために利用でき、広域スペクトル抗炎症薬などの介入戦略につながる可能性がある。ある研究では、虚血を原因とする収縮性心不全を抱え、かつガレクチン3レベルが上昇している人物は、スタチン治療が有益であると結論づけられている。また、ガレクチン3は僧帽弁形成術後の心室リモデリングを促進する因子としても関係しており、有益なリバースリモデリングのために追加治療が必要な患者の特定に利用される可能性がある。

### がん
ガレクチン3はその独特な構造とさまざまな相互作用によって、がん細胞に広範囲の影響を与える。ガレクチン3の過剰発現や局在の変化は患者の予後に影響を与えるため、ガレクチン3の作用の標的化はがん治療薬開発における有望な戦略となっている。
ガレクチン3の過剰発現や細胞内・細胞間の局在の変化はがんで一般的にみられる。ガレクチン3によってもたらされる多くの相互作用や結合特性は、細胞のさまざまな活動に影響を与える。ガレクチン3の発現の変化は、がん細胞の成長や分化、走化性、アポトーシス、免疫抑制作用、血管新生、接着、浸潤、転移に影響を与える場合がある。
ガレクチン3の過剰発現は腫瘍性形質転換を促進し、形質転換表現型を維持する。また、腫瘍細胞の細胞外マトリックスへの接着を強化するとともに、転移による拡大を促進する。ガレクチン3は細胞内局在に依存して、アポトーシスを促進する場合も抑制する場合もある。免疫調節過程においては、ガレクチン3は免疫細胞の活性を調節して腫瘍細胞の免疫系からの回避に寄与する。ガレクチン3は血管新生の促進も補助する。
ガレクチン全般やガレクチン3の役割、特にがんにおける役割に関しては多くの研究がなされている。中でも、ガレクチン3ががんの転移に重要な役割を果たしているのは特筆すべき点である。

## 臨床応用

### 心血管疾患リスク指標
BG Medicineによって開発されアボットから販売されているARCHITECT免疫組織化学プラットフォームを用いたガレクチン3アッセイは、慢性心不全の徴候の発見に利用することができ、この疾患のリスクが最も高い患者を特定することができる。この検査はビオメリューから販売されているVIDASプラットフォームでも行うことができる。
ガレクチン3は特発性肺線維症の患者でアップレギュレーションされている。ガレクチン3刺激を受けた細胞（線維芽細胞、上皮細胞、筋線維芽細胞）では、線維形成とコラーゲン形成がアップレギュレーションされる。線維形成は体内での再生過程の多くの面で必要とされる。心筋層では常に線維形成が行われており、ガレクチン3の阻害は心筋線維形成に干渉する。ガレクチン3の薬理的阻害は心臓での線維形成、左心室機能不全、その後の心不全の発症を低下させることが結論づけられている。

### 創薬
スウェーデンのGalecto Biotechは、線維症、特に特発性肺線維症に治療に向けたガレクチン3標的薬剤の開発に注力している。アメリカ合衆国のGalectin Therapeuticsも臨床応用へ向けてガレクチンを標的としている。前臨床試験では、ガレクチン3の阻害は門脈圧亢進と線維形成を大きく低下させることが示されている。 Galectin Therapeuticsのガレクチン3阻害薬GR-MD-02（ベラペクチン[belapectin]）は、非アルコール性脂肪性肝疾患やがん免疫療法の有効性向上と副作用低減の臨床試験が行われている。

### バイオマーカー
さまざまながんの診断マーカーとしてのガレクチン3の利用が高まっており、スクリーニング検査やがんのプログレッションを予測する予後因子として利用される。ガレクチン3はさまざまな種類のがんに対して異なる影響を与える。ガレクチン3の発現が高いがんでは、ガレクチン3の阻害が治療応答を改善するためのアプローチの1つとなる。

## 相互作用
ガレクチン3はLGALS3BPと相互作用することが示されている。
メラニン形成細胞では、ガレクチン3をコードするLGALS3遺伝子の発現はMITFによって調節されている可能性がある。